# 新潟県の市町村章一覧
新潟県の市町村章一覧（にいがたけんのしちょうそんしょういちらん）は、新潟県内の市町村に制定されている、あるいは制定されていた市町村章の一覧である。なお、一覧の順序は全国地方公共団体コード順による。廃止された市町村章は廃止日から順に掲載している。

## 市部
| 市       | 市章 | 由来 | 制定日         | 備考 |
| -------- | ---- | --- | -------------- | --- |
| 新潟市   |      | 錨と条約港を表している                                                                                           | 1908年3月4日   | |
| 長岡市   |      | 不死鳥を表している                                                                                               | 1977年9月21日  | 3代目の市章である |
| 三条市   |      | 「三」を表し、「條」を図案化したもの                                                                             | 2005年10月4日  | 旧・三条市制時の1935年7月12日に制定され、新制合併後に継承された                                                                                   |
| 柏崎市   |      | 「柏」と「海」を図案化したもの                                                                                   | 1950年7月25日  | |
| 新発田市 |      | 溝口氏の家紋を表している                                                                                         | 1947年1月1日   | 新発田町制時の1934年7月9日に制定され、市制施行後に継承される                                                                                      |
| 小千谷市 |      | 雪の結晶で表し、「小」を図案化したもの                                                                           | 1954年8月11日  | 小千谷町制時の1932年8月に町章として制定され、かつ市制施行後に継承され、1984年8月11日に議決された                                                  |
| 加茂市   |      | 外側は青海神社の八咫鏡を表し、「カ」を図案化したもの                                                             | 1934年11月3日  | 加茂町章として制定され、市制施行後に継承された |
| 十日町市 |      | 「十」を人の形に意匠化したもの                                                                                   | 2005年4月1日   | 2代目の市章である 上部の丸は橙色であり、「十」の左上部分は緑色・「十」の右下部分は水色が指定されている                                            |
| 見附市   |      | 「ケ」を3つ組み合せたもの                                                                                        | 1962年4月1日   | 2代目の市章である |
| 村上市   |      | 「む」を表したもの                                                                                               | 2008年4月1日   | 2代目の市章である 色は緑色と橙色が指定されている                                                                                                  |
| 燕市     |      | 「つ」で燕を意匠化したもの                                                                                       | 2006年3月20日  | 2代目の市章である 色は青色・緑色・橙色が指定されている                                                                                            |
| 糸魚川市 |      | 「糸」を図案化したもの                                                                                           | 2005年3月19日  | 2代目の市章である 色は緑色・白色・薄黄色が指定されている                                                                                          |
| 妙高市   |      | 「M」を図案化したもの                                                                                            | 2005年4月1日   | 2004年12月22日に公表され、2005年4月1日に制定される                                                                                                |
| 五泉市   |      | 「五」をチューリップの花に象ったもの                                                                             | 2006年6月3日   | 2代目の市章である 色は青色と緑色が指定されている                                                                                                  |
| 上越市   |      | 「上」を草書体で表したもの                                                                                       | 1971年12月10日 | 色は灰緑色と文字は白色が指定されている |
| 阿賀野市 |      | 「ア」を意匠化したもの                                                                                           | 2004年11月1日  | 色は赤色・青色・緑色が指定されている |
| 佐渡市   |      | 佐渡島の形とトキを象徴し、全体は「S」を表したもの                                                                | 2004年3月1日   | 色は「S」の上部は橙色と「S」の下部は青色が指定されている                                                                                          |
| 魚沼市   |      | 稲は「う」を図案化し、全体的に稲穂を表している                                                                   | 2005年3月28日  | 2005年4月1日に告示される |
| 南魚沼市 |      | 「南魚沼」と魚沼コシヒカリを表したもの                                                                           | 2005年4月1日   | 色は赤色・青色・黄金色が指定されている |
| 胎内市   |      | 日本海・三角は櫛形・飯豊の自然・中央の三日月型は胎内川・小円は旭日の如く上昇せよと願いを込めているのを表したもの | 2005年9月1日   | 2005年6月28日に公表され、2005年9月1日に制定される 色は青色・緑色・白色・橙色が指定されている 市章の一部に旧・黒川村の村章が反転して使用されている |

## 町村部
| 郡       | 町村     | 町村章 | 由来                                                                   | 制定日         | 備考                                                                                    |
| -------- | -------- | ------ | ---------------------------------------------------------------------- | -------------- | --------------------------------------------------------------------------------------- |
| 北蒲原郡 | 聖籠町   |        | 「せ」を図案化したもの                                                 | 1977年8月1日   |                                                                                         |
| 西蒲原郡 | 弥彦村   |        | 外円は「ャ」と「ヒ」を組み合わせ、内の線を「コ」を表したもの           | 1968年3月27日  | 1954年に制定されたのを1968年3月27日に条例化する                                         |
| 南蒲原郡 | 田上町   |        | 「タ」を図案化したもの                                                 | 1968年4月1日   | 制定前は作成されていなかった                                                            |
| 東蒲原郡 | 阿賀町   |        | 包み込む緑の腕が明るいまちや輝く文化を支え、築いている様子を表したもの | 2005年4月1日   | 2004年12月16日に公表され、2005年4月1日に制定される 色は橙色・緑色・水色が指定されている |
| 三島郡   | 出雲崎町 |        | 「い」を円に沿って図案化したもの                                       | 1966年6月20日  | 制定前は作成されていなかった                                                            |
| 南魚沼郡 | 湯沢町   |        | 「ゆ」を図案化したもの                                                 | 1965年12月6日  | 制定前は作成されていなかった                                                            |
| 中魚沼郡 | 津南町   |        | 「つなん」を図案化したもの                                             | 1970年4月1日   | 2代目の町章である                                                                       |
| 刈羽郡   | 刈羽村   |        | 「刈羽」を組み合わせたもの                                             | 1951年11月12日 |                                                                                         |
| 岩船郡   | 関川村   |        | 「関川」を図案化したもの                                               | 1979年5月1日   | 色は濃い緑色が指定されている 制定前は作成されていなかった                               |
| 岩船郡   | 粟島浦村 |        | 「アワ島」の形で中央部には鯛を象っている                               | 1985年12月18日 | 制定前は作成されていなかった                                                            |

## 廃止された市町村章

### 2004年以前
| 市郡     | 町村     | 市町村章         | 由来 | 制定日           | 廃止日        | 備考 |
| -------- | -------- | ---------------- | --- | ---------------- | ------------- | --- |
| 長岡市   |          |                  | 長岡城の兜を象徴し、その中に篆書体で「長」を表したもの | 1906年4月1日     | 1933年5月1日  | 1933年5月1日に子の市章を用いた長岡市吏員職員徽章を制定された 初代の市章である |
| 北蒲原郡 | 葛塚町   |                  | 北蒲原郡西部郷七ヶ町村（葛塚町・長浦村・岡方村・濁川村・松ヶ崎浜村・南浜村・木崎村）の中心である葛塚町を中央円で、その周囲に六つの小円を配し六ヶ村を表している。それに加えて特産物である蓮根や米俵の断面、更に雪国である越後地方の六花をも表している | 1950年12月20日   | 1955年3月31日 | |
| 中魚沼郡 | 水沢村   |                  | 越後の大雪から雪の結晶の輪郭の中に「水」を丸くしたもの | 1949年4月        | 1962年4月1日  | |
| 北蒲原郡 | 築地村   | 作成されていない | 作成されていない | 作成されていない | 1967年1月1日  | |
| 佐渡郡   | 金井町   |                  | 佐渡島を「S」にし、その「S」の上部に「金」を金山を意味する山に変え、下部を井を「田」に変え、「和」を意味して丸くしたもの | 1960年11月3日    | 1967年12月    | 初代の町章である |
| 刈羽郡   | 黒姫村   | 作成されていない | 作成されていない | 作成されていない | 1968年11月1日 | |
| 中魚沼郡 | 津南町   |                  | 外縁は旧六村（外丸村・上郷村・芦ヶ崎村・秋成村・中深見村・下船渡村）を表し、内縁は雪を表し、その中に「津南」を和を表すために丸くしたもの | 不明             | 1970年4月1日  | 初代の町章である |
| 高田市   |          |                  | 雪の結晶を図案化して表し、その中に「高」を図案化したもの | 1914年5月5日     | 1971年4月29日 | |
| 直江津市 |          |                  | 日本海の「波頭」を表したもの | 1954年6月        | 1971年4月29日 | |
| 刈羽郡   | 北条町   | 作成されていない | 作成されていない | 作成されていない | 1971年5月1日  | |
| 中蒲原郡 | 亀田町   |                  | 全体は亀の形をし、その中に「田」を入れたものである | 不明             | 1975年4月1日  | 初代の町章である |
| 西頸城郡 | 名立町   |                  | 「名立」を図案化したもの | 不明             | 1975年11月    | 初代の町章である |
| 北蒲原郡 | 聖籠村   |                  | 「聖△（ろ）」を組み合わせて雪形を型どり、合併前の亀代村の長寿と縁起を表したもの | 1955年8月5日     | 1977年8月1日  | |
| 長岡市   |          |                  | 外周を雪の輪（越後の雪を表したもの）で表し、原点は越後長岡藩主の家紋である三つ柏であるものであり、その中央部に「長」を配したもの | 1933年5月1日     | 1977年9月21日 | 2代目の市章である |
| 北蒲原郡 | 笹神村   |                  | 五頭山と「和」を表したもの | 1964年           | 1992年9月30日 | 制定前は作成されていなかった 初代の村章である |
| 西蒲原郡 | 黒埼町   |                  | 「くろさき」を象り、その中に草書体にした「黒」で囲んだもの | 1952年3月30日    | 2001年1月1日  | 黒埼村章として制定され、町制施行後に継承された |
| 北蒲原郡 | 豊浦町   | （著作権存続）   | 「と」を飛翔する姿を祈願かつ表したもの | 1974年5月        | 2003年7月7日  | 当時、在勤していた新潟県立新潟中央高等学校教諭の作品である 制定前は作成されていなかった |
| 両津市   |          |                  | 「両」を配し、港湾都市を象徴しているもの | 1955年12月20日   | 2004年3月1日  | 色は赤色に指定されている |
| 佐渡郡   | 相川町   |                  | 「川」と佐渡銀山（相川銀山）と佐渡島の島形で法馬形を表したもの | 1960年2月        | 2004年3月1日  | 1960年7月に再制定された |
| 佐渡郡   | 佐和田町 |                  | 「佐和田（さ○田）」を図案化し表したもの | 1959年11月1日    | 2004年3月1日  | |
| 佐渡郡   | 金井町   |                  | 「カナイ」を図案化したもの | 1967年12月12日   | 2004年3月1日  | 2代目の町章である |
| 佐渡郡   | 新穂村   |                  | 「に」を図案化したもの | 1970年12月26日   | 2004年3月1日  | 制定前は作成されていなかった |
| 佐渡郡   | 畑野町   |                  | 大きく羽ばたいた「ハタ」を図案化したもの | 1965年10月       | 2004年3月1日  | 制定前は作成されていなかった |
| 佐渡郡   | 真野町   |                  | 「真」を円形にし、平和を意味して図案化したもの | 1964年3月31日    | 2004年3月1日  | 1964年6月3日に告示された 制定前は作成されていなかった |
| 佐渡郡   | 小木町   |                  | 扇形にしかつ末広に「お」を図案化したもの | 1965年6月22日    | 2004年3月1日  | 制定前は作成されていなかった |
| 佐渡郡   | 羽茂町   |                  | 「ハモチ」を飛躍発展を表す目的で翼型に図案化し、佐渡の「S」を採りかつ配したものである | 1961年6月21日    | 2004年3月1日  | |
| 佐渡郡   | 赤泊村   |                  | 佐渡島を図案化してから「A」をダイナミックに置き、当村と佐渡島中心部を結ぶ産業道路を表したもの | 1973年4月1日     | 2004年3月1日  | 制定前は作成されていなかった |
| 北蒲原郡 | 安田町   |                  | 上半分を「安」・下半分を「田」、「和」を表すために円く図案化したもの | 1960年4月1日     | 2004年4月1日  | 安田村制時の1954年に村章を募集し、制定された |
| 北蒲原郡 | 水原町   |                  | 「水」を図案化したもの | 1935年           | 2004年4月1日  | 1933年に町章を作成する議が起こり、当時の町長の小川正英・郵便局長・判子会社が審査員となったが、適当な作品がなかったので決定しなかったが、1935年に判子会社の会社員が町章の案を寄贈し、そこで決定した |
| 北蒲原郡 | 京ヶ瀬村 |                  | 三つの輪郭は旧・京ヶ瀬村と旧・小島村と旧・駒林村を「京」を全体で「和」を表したもの | 1974年4月1日     | 2004年4月1日  | 色は青色に指定されている 制定前は作成されていなかった |
| 北蒲原郡 | 笹神村   |                  | 当村を表現した円と五頭山を表したもの | 1992年9月30日    | 2004年4月1日  | 2代目の村章である |
| 北魚沼郡 | 堀之内町 |                  | 皇大神宮の八咫鏡を象り、その中に「堀」を図案化したもの | 1950年11月3日    | 2004年11月1日 | 1985年11月10日に告示された |
| 北魚沼郡 | 小出町   |                  | 「小」を円形にし、「出」を図案化したもの | 1940年5月        | 2004年11月1日 | 1939年3月に制定され、1940年5月に再制定された |
| 北魚沼郡 | 湯之谷村 |                  | 「湯（ゆ）」を形どって図案化し、囲んでいる円は越後三山（八海山・越後駒ヶ岳・中ノ岳）・越後三山只見国定公園を表したもの | 1965年4月        | 2004年11月1日 | 制定前は作成されていなかった |
| 北魚沼郡 | 広神村   |                  | 輪郭は雪の結晶で囲み、中央に「広」を置き、その両側に「神」を図案化したもの | 1964年11月3日    | 2004年11月1日 | 制定前は作成されていなかった |
| 北魚沼郡 | 守門村   |                  | 「ス」を飛鳥円形にし、簡単率直に図案化したもの | 1966年12月27日   | 2004年11月1日 | 制定前は作成されていなかった |
| 北魚沼郡 | 入広瀬村 |                  | 外観の円はは七集落（穴沢・芋鞘・大白川・大栃山・田小屋・広田又・横根）を表し、一つの内輪の中に「入」を形成しているもの | 不明             | 2004年11月1日 | |
| 南魚沼郡 | 六日町   |                  | 「六日」を図案化したもの | 1957年11月15日   | 2004年11月1日 | 旧・六日町制度時（制定日不明）に制定され、新・六日町制施行後に継承された |
| 南魚沼郡 | 大和町   |                  | 「Y」と鳩を象徴したもの | 1962年4月1日     | 2004年11月1日 | |

### 2005年
| 市郡     | 町村       | 市町村章       | 由来                                                                                               | 制定日         | 廃止日         | 備考 |
| -------- | ---------- | -------------- | -------------------------------------------------------------------------------------------------- | -------------- | -------------- | --- |
| 東頸城郡 | 安塚町     |                | 「安」を図案化し、中心を円で纏め、三つの尖りを表したもの                                           | 1955年3月31日  | 2005年1月1日   | 色は朱色が指定されている 安塚村章として制定され、町制施行後に継承され、1965年8月1日に再制定される                                                       |
| 東頸城郡 | 浦川原村   |                | 「ウ」を四方に配し、全体で四つ葉のクローバーを表したもの                                           | 1965年10月     | 2005年1月1日   | 制定前は作成されていなかった |
| 東頸城郡 | 大島村     |                | 「大」を図案化したもの                                                                             | 1967年1月      | 2005年1月1日   | 制定前は作成されていなかった |
| 東頸城郡 | 牧村       |                | 「牧」を丸くしてからそれを中心にして水稲の稲穂と石油を発掘する牧油田の櫓に置き換えたもの           | 1921年12月4日  | 2005年1月1日   | |
| 中頸城郡 | 柿崎町     |                | 「かきざき」を米山に象り、図案化し、三つの黒い点を表したもの                                       | 1955年3月7日   | 2005年1月1日   | 色は黒色が指定されている |
| 中頸城郡 | 大潟町     |                | 輪郭は「大」を図案化し、中央部に「潟」を配したもの                                                 | 1957年9月1日   | 2005年1月1日   | |
| 中頸城郡 | 吉川町     |                | 「吉川」を図案化し、太陽に向かって羽ばたく若鳥の姿を象ったもの                                     | 1955年3月31日  | 2005年1月1日   | 色は赤色・白色が指定されている |
| 中頸城郡 | 板倉町     |                | 中心部に「板」を変形し納め、輪郭の左側は「く」・右側は「ら」を表したもの                           | 1958年8月1日   | 2005年1月1日   | |
| 中頸城郡 | 頸城村     |                | 「クビキ」を図案化し、「クビ」は飛鳥を想像・「キ」は円を成したもの                                 | 1966年1月1日   | 2005年1月1日   | 1965年12月21日に議決されたものを1966年1月1日に制定される 制定前は作成されていなかった                                                                   |
| 中頸城郡 | 中郷村     |                | 「な」を図案化し、円形と大きく羽ばたいた翼を表したもの                                             | 1986年6月30日  | 2005年1月1日   | 制定前は作成されていなかった |
| 中頸城郡 | 清里村     |                | 菅原神社の神紋である梅鉢と、櫛池の隕石を外郭に配したもの                                           | 1962年1月1日   | 2005年1月1日   | |
| 中頸城郡 | 三和村     |                | 三つの「ワ」を表したもの                                                                           | 1966年11月     | 2005年1月1日   | 制定前は作成されていなかった |
| 西頸城郡 | 名立町     |                | 未来の町の発展を上方へ伸びる外側の形で象徴し、中心の円型に「名」を意匠化したもの                   | 1975年11月     | 2005年1月1日   | 2代目の町章である |
| 糸魚川市 |            |                | 三尾のイトヨを表したもの                                                                           | 1955年1月8日   | 2005年3月19日  | 初代の市章である |
| 西頸城郡 | 能生町     |                | 後立山連峰・青い日本海・能生川の自然を表わしたもの                                                 | 1974年10月1日  | 2005年3月19日  | 色は青色が指定されている 制定前は作成されていなかった                                                                                                   |
| 西頸城郡 | 青海町     |                | 波と青春を意味する「青」を中心に日本海の波を配したもの                                             | 1954年10月1日  | 2005年3月19日  | |
| 新津市   |            |                | 油井の「井」で二つ組み合わせて「ニイ」・中央部に「ツ」を入れて図案化したもの                       | 1951年1月1日   | 2005年3月21日  | |
| 豊栄市   |            |                | 「トヨ」を菱形に図案化したもの                                                                     | 1959年9月1日   | 2005年3月21日  | 豊栄町章として制定され、市制施行後に継承された |
| 白根市   |            |                | 「白」を図案化したもの                                                                             | 1955年12月30日 | 2005年3月21日  | 白根町章として制定され、市制施行後に継承された |
| 中蒲原郡 | 亀田町     |                | 「かめだ」の力を用いて亀甲型を表したもの                                                           | 1975年4月1日   | 2005年3月21日  | 2代目の町章である |
| 中蒲原郡 | 横越町     |                | 「よ」を簡素化にし、バランスよく図案化したもの                                                     | 1970年11月22日 | 2005年3月21日  | 横越村章として制定され、町制施行後に継承された |
| 中蒲原郡 | 小須戸町   |                | 「コ」を図案化したもの                                                                             | 1970年         | 2005年3月21日  | |
| 西蒲原郡 | 西川町     |                | 「にし」をもじって「シ」を二つ描くことによって「にし」としたもの                                   | 1966年11月     | 2005年3月21日  | 制定前は作成されていなかった |
| 西蒲原郡 | 味方村     |                | 「ア」を中心に鳥の形に表し、「ジ」に村内の大字を表したもの                                         | 1977年7月6日   | 2005年3月21日  | 制定前は作成されていなかった |
| 西蒲原郡 | 月潟村     |                | 全体を丸とし、その中に「ガタ」を丸くして表し、図案化したもの                                       | 1963年9月12日  | 2005年3月21日  | 1978年9月28日に再制定される 制定前は作成されていなかった                                                                                                |
| 西蒲原郡 | 潟東村     |                | 「カタ」を図案化したもの                                                                           | 1967年12月1日  | 2005年3月21日  | 制定前は作成されていなかった |
| 西蒲原郡 | 中之口村   |                | 中ノ口川を題材かつ「中之口」を順次配列し、図案化したもの                                           | 1974年11月2日  | 2005年3月21日  | 制定前は作成されていなかった |
| 西蒲原郡 | 岩室村     |                | 「岩」を図案化したもの                                                                             | 1965年1月      | 2005年3月21日  | 制定前は作成されていなかった |
| 三島郡   | 三島町     | （著作権存続） | 「ミシマ」を構成し、円型に表したもの                                                               | 1970年6月15日  | 2005年4月1日   | 制定前は作成されていなかった 制定前から存在していたが、1970年6月15日に正式に制定される                                                                  |
| 三島郡   | 越路町     |                | 雪の結晶と古墳・朝日原から出土した勾玉を図案化した中に、その中に「越」を図案化したもの             | 1956年3月      | 2005年4月1日   | |
| 刈羽郡   | 小国町     |                | 「小」を図案化したもの                                                                             | 1958年1月      | 2005年4月1日   | 町制施行を記念して制定された |
| 南蒲原郡 | 中之島町   |                | 八咫鏡を象り、三本の線は信濃川・猿橋川・刈谷田川を表し、これらの中に「中」を配したもの             | 1968年3月30日  | 2005年4月1日   | 制定前は作成されていなかった 中之島村章として制定され、町制施行後に継承された                                                                           |
| 古志郡   | 山古志村   |                | 「山コシ」で山と羽ばたく鳥を象ったもの                                                             | 1981年5月11日  | 2005年4月1日   | 制定前は作成されていなかった |
| 十日町市 |            |                | 「十日町」を図案化したもの                                                                         | 1954年3月31日  | 2005年4月1日   | 十日町制時の1915年10月4日に即位の礼を記念し、十日町章として制定され、市制施行後に再制定された                                                           |
| 東頸城郡 | 松代町     |                | 「旭」で囲み、「松」を配したもの                                                                   | 1918年5月10日  | 2005年4月1日   | 松代村章として制定され、1919年2月24日に議会で決定され、町制施行後に継承された シンボルマークが制定されている 松代青年団旗の紋章して用いたのが起源である |
| 東頸城郡 | 松之山町   |                | 中央に「山」・松之山を縦断する三つの山・マツの葉、それらを総称して「松之山の自然」を図案化したもの | 1958年11月1日  | 2005年4月1日   | 1959年5月1日に再生された |
| 中魚沼郡 | 川西町     |                | 「川西」を伸び伸びとした線で表したもの                                                             | 1968年5月29日  | 2005年4月1日   | 制定前は作成されていなかった |
| 中魚沼郡 | 中里村     |                | 「中里」を抽象的に図案化したもの                                                                   | 1966年11月4日  | 2005年4月1日   | 制定前は作成されていなかった |
| 新井市   |            |                | 「新井」を図案化したもの                                                                           | 1955年3月9日   | 2005年4月1日   | 新井町章（制定日不明）として制定され、市制施行後に継承された                                                                                            |
| 中頸城郡 | 妙高高原町 |                | 山と「み」を組み込んで図案化したもの                                                               | 1966年         | 2005年4月1日   | 制定前は作成されていなかった |
| 中頸城郡 | 妙高村     |                | 雪の結晶を図案化し、「妙」を配したもの                                                             | 1955年3月31日  | 2005年4月1日   | 1984年1月1日に告示された |
| 東蒲原郡 | 津川町     |                | 麒麟山の形を図案化し、「川」と「つ」で囲んだもの                                                   | 1963年9月14日  | 2005年4月1日   | 制定前は作成されていなかった |
| 東蒲原郡 | 鹿瀬町     |                | 「か」を円形に表したもの                                                                           | 1966年12月20日 | 2005年4月1日   | 制定前は作成されていなかった |
| 東蒲原郡 | 上川村     |                | 上部は御神楽岳・下部は「上」を配し、「川」を図案化し、二輪の輪を表したもの                         | 1954年12月1日  | 2005年4月1日   | |
| 東蒲原郡 | 三川村     |                | 「ワ」を表し、羽ばたく両側の翼は「みかわ」を図案化したもの                                         | 1966年11月     | 2005年4月1日   | 制定前は作成されていなかった |
| 南蒲原郡 | 栄町       |                | 「さ」を図案化し、円を表したもの                                                                   | 1967年12月15日 | 2005年5月1日   | 制定前は作成されていなかった 栄村章として制定され、町制施行後に継承された                                                                               |
| 南蒲原郡 | 下田村     |                | 外側は八咫鏡で縁取りをし、中側に「下田」を配したもの                                               | 1968年1月1日   | 2005年5月1日   | 制定前は作成されていなかった |
| 刈羽郡   | 高柳町     |                | 「タカ」を図案化したもの                                                                           | 1976年         | 2005年5月1日   | 制定前は作成されていなかった |
| 刈羽郡   | 西山町     |                | 「ニシ山」を組み合わせたもの                                                                       | 1963年12月23日 | 2005年5月1日   | 制定前は作成されていなかった |
| 北蒲原郡 | 紫雲寺町   |                | 「紫」を高めに、「雲」で囲み、それらを文字と絵で表したもの                                         | 1955年3月31日  | 2005年5月1日   | |
| 北蒲原郡 | 加治川村   |                | 「加治川」を図案化したもの                                                                         | 1962年         | 2005年5月1日   | |
| 北蒲原郡 | 中条町     |                | 三つの「中」を円形に意匠化したもの                                                                 | 1902年11月1日  | 2005年9月1日   | 1919年7月10日に再制定される |
| 北蒲原郡 | 黒川村     |                | 「く」を象り、三つの鋭角にし、その角は三つの地区（黒川・坪江・鼓坂の地区）を表したもの             | 1962年9月10日  | 2005年9月1日   | 胎内市の市章に黒川村章を反転して使用されている 制定前は作成されていなかった                                                                             |
| 南魚沼郡 | 塩沢町     |                | 「しお」を表したもの                                                                               | 1965年12月7日  | 2005年10月1日  | 1966年7月11日に告示された 制定前は作成されていなかった                                                                                                  |
| 西蒲原郡 | 巻町       |                | 「巻」を図案化したもの                                                                             | 1974年2月20日  | 2005年10月10日 | 色は緑色が指定されている 1955年3月10日に制定され、使用されていたが、1974年2月20日に広告化された                                                         |

### 2006年以降
| 市郡     | 町村   | 市町村章 | 由来                                                                                                 | 制定日         | 廃止日        | 備考 |
| -------- | ------ | -------- | --- | -------------- | ------------- | --- |
| 栃尾市   |        |          | 雪の結晶を象り、その中に「栃」を配したもの                                                           | 1959年7月20日  | 2006年1月1日  | |
| 三島郡   | 寺泊町 |          | 「寺」を図案化したもの                                                                               | 1957年7月5日   | 2006年1月1日  | |
| 三島郡   | 与板町 |          | 中心部には「与」の旧字体である「與」を配し、大津村・黒川村との合併を表したもの                       | 1955年3月31日  | 2006年1月1日  | |
| 三島郡   | 和島村 |          | 外側は「和（輪）」を意味し、角ばらず丸く治まることを表し、その輪（和）の中に「マ」を四つ配列したもの | 1955年3月31日  | 2006年1月1日  | |
| 五泉市   |        |          | 「五」を「泉」で囲んだもの                                                                           | 1954年11月3日  | 2006年1月1日  | 五泉町制時の1950年に五泉町章として制定され、市制施行後に継承され、1984年11月1日に告示された                                     |
| 中蒲原郡 | 村松町 |          | 村松藩の釘抜きの紋章を継承したもの                                                                   | 1954年3月31日  | 2006年1月1日  | 色は緑色と白色が指定されている 江戸時代から使用され、旧制村松町制時に制定され、新町制施行後に制定され、1975年11月に再制定された |
| 燕市     |        |          | 燕と歯車を象ったもの                                                                                 | 1962年4月1日   | 2006年3月20日 | |
| 西蒲原郡 | 分水町 |          | 「分」を図案化したもの                                                                               | 1965年1月20日  | 2006年3月20日 | 制定前は作成されていなかった |
| 西蒲原郡 | 吉田町 |          | 「よ」を意匠化したもの                                                                               | 1962年         | 2006年3月20日 | |
| 村上市   |        |          | 「村上」を図案化したもの                                                                             | 1959年8月12日  | 2008年4月1日  | 初代の市章である |
| 岩船郡   | 荒川町 |          | 「アラ川」を図案化したもの                                                                           | 1971年8月26日  | 2008年4月1日  | 同日に職員徽章訓令第5号として制定された 制定前は作成されていなかった                                                            |
| 岩船郡   | 山北町 |          | 「山」を表し、「北」で囲んだもの                                                                     | 1965年11月3日  | 2008年4月1日  | 制定前は作成されていなかった |
| 岩船郡   | 神林村 |          | 「カミ」を象徴し、「林」を表したもの                                                                 | 1968年4月1日   | 2008年4月1日  | 制定前は作成されていなかった |
| 岩船郡   | 朝日村 |          | 朝日を図案化したもの                                                                                 | 1964年11月3日  | 2008年4月1日  | 制定前は作成されていなかった |
| 北魚沼郡 | 川口町 |          | ササリンドウの周辺を「川口」で囲んだもの                                                             | 1967年10月24日 | 2010年3月31日 | 制定前は作成されていなかった |

### 書籍
- 小学館辞典編集部 編『図典 日本の市町村章』（初版第1刷）小学館、2007年1月10日。ISBN 4095263113。
- 近藤春夫『都市の紋章 : 一名・自治体の徽章』行水社、1915年。NDLJP:955061
- 中川幸也『シリーズ人間とシンボル第2号「都市の旗と紋章」』中川ケミカル、1987年10月11日。
- 丹羽基二『日本の市章 （東日本）』保育社、1984年4月5日。
- 望月政治『都章道章府章県章市章のすべて』日本出版貿易株式会社、1973年7月7日。
- NHK情報ネットワーク『NHKふるさとデータブック4 [北陸・甲信越]』日本放送協会、1992年4月1日。
- 国際図書『事典　シンボルと公式制度』国民文化協会、1968年。

### 都道府県書籍
- 新潟県総務部総務課『新潟県市町村合併誌 下巻』新潟県、1962年12月20日。

### 自治体書籍

#### 上越地方
- 安塚町史編纂委員会『安塚町誌 通史編』新潟県東頸城郡安塚町、2004年1月30日。
- 名立町史編纂委員会『名立町史』新潟県西頸城郡名立町、1997年。
- 高田市市長公室『高田市のあゆみ』新潟県高田市市長公室、1971年。
- 直江津市市長公室『直江津市勢要覧』新潟県直江津市、1964年。
- 牧村史編纂委員会『牧村史 通史編』新潟県東頸城郡牧村、1999年。
- 柿崎町企画課『柿崎町勢要覧』新潟県中頸城郡柿崎町、1995年。
- 板倉町総務課『板倉町勢要覧1972年度版』新潟県中頸城郡板倉町、1972年。
- 妙高村役場『妙高村例規集』新潟県南蒲原郡妙高村。

#### 中越地方
- 三島町史編集委員会『三島町史 下巻』新潟県三島郡三島町、1984年6月。
- 与板町史教育委員会『与板町史』新潟県三島郡与板町、1976年9月。
- 与板町役場『与板町例規集』新潟県三島郡与板町。
- 和島村史編集委員会『和島村史 通史編』新潟県三島郡和島村、1997年。
- 和島村役場『和島村勢要覧 1961』新潟県三島郡和島村、1961年。
- 堀之内町史編纂室『堀之内町史 年表』新潟県北魚沼郡堀之内町、1994年。
- 小出町教育委員会『小出町史 上巻』新潟県北魚沼郡小出町、1996年。
- 小出町教育委員会『小出町史 下巻』新潟県北魚沼郡小出町、1996年。
- 湯之谷村役場『湯之谷村の歩み』新潟県北魚沼郡湯之谷村、2001年。
- 広神村史編纂委員会『広神村史 上巻』新潟県北魚沼郡広神村、1980年3月。
- 広神村史編纂委員会『広神村史 下巻』新潟県北魚沼郡広神村、1980年3月。
- 守門村公民館『公民館報 守門 縮刷版 第1巻』新潟県北魚沼郡守門村、1981年7月。
- 松之山町役場『広報まつのやま縮刷版　第1巻』新潟県東頸城郡松之山町、1984年9月。
- 松之山町史編さん委員会『松之山町史』新潟県東頸城郡松之山町、1991年6月。
- 下田村役場『下田村例規集』新潟県南蒲原郡下田村。

#### 下越地方
- 安田町役場『安田町史 近代編1・教育編』新潟県北蒲原郡安田町、1997年3月。
- 笹神村役場『笹神村史』新潟県北蒲原郡笹神村、2004年3月。
- 黒川村役場企画広報課『黒川村勢要覧 2001』新潟県北蒲原郡黒川村、2001年。
- 黒川村役場『広報くろかわ 昭和37年9月10日号』新潟県北蒲原郡黒川村、1962年9月10日。
- 黒埼町役場『黒埼町例規集』新潟県西蒲原郡黒埼町。
- 月潟村役場『月潟村例規集』新潟県西蒲原郡月潟村。
- 月潟村役場総務課『「結」の心、「絆」の軌跡 月潟村閉村記念誌』新潟県西蒲原郡月潟村、2005年3月。
- 加治川村役場総務課『加治川村誌』新潟県北蒲原郡加治川村生誕50周年・合併記念事業推進プロジェクトチーム、2005年。
- 豊浦町史編纂委員会『豊浦町史』新潟県北蒲原郡豊浦町、1987年。
- 津川町役場『津川町例規集』新潟県東蒲原郡津川町。
- 上川村役場『上川村例規集』新潟県東蒲原郡上川村。
- 粟島浦村役場『粟島浦村例規集』新潟県岩船郡粟島浦村。
- 荒川町役場『荒川町例規集』新潟県岩船郡荒川町。
- 山北町役場『山北町例規集』新潟県岩船郡山北町。
- 神林村役場『神林村例規集』新潟県岩船郡神林村。

#### 佐渡地方
- 両津市役所『両津市例規集』新潟県両津市。
- 相川町役場『相川町勢要覧1997』新潟県佐渡郡相川町、1997年。
- 佐和田町役場『佐和田町例規集』新潟県佐渡郡佐和田町。
- 金井町役場『金井町例規集』新潟県佐渡郡金井町。
- 真野町史編纂委員会『真野町誌 下巻』新潟県佐渡郡真野町、1983年。
- 真野町役場『真野町例規集』新潟県佐渡郡真野町。
- 小木町役場『佐渡おぎまち 百年のものがたり 小木町歴史年表』新潟県佐渡郡小木町、2000年10月1日。
- 畑野町役場『閉町記念誌 畑野町のあゆみ』新潟県佐渡郡畑野町、2004年2月。
- 羽茂町役場『羽茂町例規集』新潟県佐渡郡羽茂町。
- 赤泊村役場『赤泊村例規集』新潟県佐渡郡赤泊村。
- 村勢施行100周年記念事業委員会『あかどまり100年物語 村勢施行100周年記念誌 赤泊村』新潟県佐渡郡赤泊村、2001年10月。
- 新穂村役場『新穂村例規集』新潟県佐渡郡新穂村。